# Zsombor Borhi
Zsombor Borhi es un deportista húngaro que compitió en piragüismo en la modalidad de aguas tranquilas. Ganó cuatro medallas en el Campeonato Mundial de Piragüismo en los años 1993 y 1994, y dos medallas en el Campeonato Europeo de Piragüismo en los años 1997 y 2002.

## Palmarés internacional
| Campeonato Mundial | Campeonato Mundial        | Campeonato Mundial | Campeonato Mundial |
| Año                | Lugar                     | Medalla            | Evento             |
| ------------------ | ------------------------- | ------------------ | ------------------ |
| 1993               | Copenhague (Dinamarca)    | Medalla de oro     | K2 10 000 m        |
| 1993               | Copenhague (Dinamarca)    | Medalla de plata   | K4 1000 m          |
| 1994               | Ciudad de México (México) | Medalla de oro     | K1 500 m           |
| 1994               | Ciudad de México (México) | Medalla de plata   | K1 1000 m          |
| Campeonato Europeo |                           |                    |                    |
| Año                | Lugar                     | Medalla            | Evento             |
| 1997               | Plovdiv (Bulgaria)        | Medalla de oro     | K4 1000 m          |
| 2002               | Szeged (Hungría)          | Medalla de plata   | K4 500 m           |